# Hillsborough (Észak-Karolina)
Hillsborough település az Amerikai Egyesült Államok Észak-Karolina államában, Orange megyében, melynek megyeszékhelye is. Lakosainak száma 9660 fő (2020. április 1.).

## Népesség
A település népességének változása:

| 2010 | 6 087 |
| 2020 | 9 660 |